# Iolanda Mărculescu
Iolanda Mărculescu (n. 2 aprilie 1923, București, România – d. decembrie 1992, Milwaukee, Wisconsin, SUA) a fost o soprană română.

## Biografie
A participat în prima ediție a Festivalului de muzică „George Enescu” (1958). S-a stabilit în Statele Unite ale Americii în anul 1969. Viața și activitatea ei au fost studiate de către muzicologa Ileana Ursu, autoare a unei monografii pe această temă.

## Distincții
- titlul de Artist emerit al Republicii Populare Romîne (30 decembrie 1957) „cu prilejul împlinirii a 10 ani de la proclamarea Republicii Populare Romîne și pentru merite deosebite în activitatea cultural-artistică”[2]